# Aura Dione
Aura Dione (Kopenhagen, 21 januari 1985), geboren als Maria Louise Joensen, is een zangeres en songwriter van Deense afkomst.

## Levensloop
Haar Faeröers-Franse moeder en Deens-Spaanse vader waren hippies en voeren met haar de wereld rond. Op haar zevende ging ze op Bornholm wonen, waar ze ook naar school ging. Op haar zeventiende verhuisde ze naar Australië, waar zij tijd doorbracht tussen de Aboriginals. Dit resulteerde in het lied Something From Nothing, dat in de zomer van 2007 werd uitgebracht.
In 2008 kwam haar eerste album Columbine uit. Op dit album stond het nummer I Will Love You Monday, dat een nummer 1-hit werd in Duitsland. Van de single van dat nummer zijn 300.000 exemplaren verkocht. Aura's tweede studioalbum Before the Dinosaurs werd uitgebracht in 2011. Hierop stond het nummer Geronimo, een nummer 1-hit in Denemarken en Duitsland.
Aura Dione schrijft en zingt veelal over niet-alledaagse onderwerpen, zoals zelfmoord, incest, prostitutie en homoseksualiteit.

## Discografie

### Album
| Jaar | Titel                | Hoogste plaats | Hoogste plaats | Hoogste plaats | Hoogste plaats | Hoogste plaats | Opmerking                                                          |
| Jaar | Titel                | Duitsland      | Oostenrijk     | Zwitserland    | Denemarken     | Nederland      | Opmerking                                                          |
| ---- | -------------------- | -------------- | -------------- | -------------- | -------------- | -------------- | ------------------------------------------------------------------ |
| 2008 | Columbine            | 44 (17 weken.) | 31 (8 weken.)  | 30 (14 weken.) | 3 (13 weken.)  | —              | Releasedatum DK: 28 januari 2008 Releasedatum DE: 27 november 2009 |
| 2011 | Before the Dinosaurs | 14 (… weken.)  | 30 (… weken.)  | 36 (… weken.)  | 11 (… weken.)  | —              | Releasedatum: 4 november 2011                                      |

### Singles
| Jaar | Titel                                                  | Hoogste plaats | Hoogste plaats | Hoogste plaats | Hoogste plaats | Hoogste plaats | opmerking                                                                         |
| Jaar | Titel                                                  | Duitsland      | Oostenrijk     | Zwitserland    | Denemarken     | Nederland      | opmerking                                                                         |
| ---- | ------------------------------------------------------ | -------------- | -------------- | -------------- | -------------- | -------------- | --------------------------------------------------------------------------------- |
| 2007 | Something from Nothing Columbine                       | 90 (1 week)    | —              | —              | 7 (10 weken.)  | —              | Releasedatum DE: 29 oktober 2010                                                  |
| 2007 | Song for Sophie (I Hope She Flies) Columbine           | 12 (22 weken)  | 18 (15 weken)  | 68 (3 weken)   | 16 (22 weken)  | —              | Releasedatum DE: 27 april 2010                                                    |
| 2008 | I Will Love You Monday Columbine (Deense editie)       | —              | —              | —              | 20 (5 weken.)  | —              | Alleen in Denemarken                                                              |
| 2009 | I Will Love You Monday (365) Columbine (Duitse editie) | 1 (29 weken)   | 2 (27 weken)   | 2 (25 weken)   | —              | 58 (… weken)   | Releasedatum: 10 november 2009 Niet in Denemarken Verkochte exemplaren: + 300.000 |
| 2011 | Geronimo Before the Dinosaurs                          | 1 (… weken)    | 1 (… weken)    | 7 (… weken)    | 1 (… weken)    | —              | Releasedatum 21 oktober 2011 Verkochte exemplaren: + 150.000                      |

## Prijzen
- Danish Music Awards 2009:
  - Best Female Artist
  - Best Pop Release (voor haar debuutalbum Columbine)